# Rosa del Calvario
Rosa del Calvario är en ort i kommunen San Felipe del Progreso i delstaten Mexiko i Mexiko. Samhället hade 496 invånare vid folkräkningen 2020.